# Molophilus lackschewitzianus
Molophilus lackschewitzianus är en tvåvingeart. Molophilus lackschewitzianus ingår i släktet Molophilus och familjen småharkrankar.

## Underarter
Arten delas in i följande underarter:
- M. l. lackschewitzianus
- M. l. hebetatus